# Hole in the Wall (film 1919)
Hole in the Wall è un cortometraggio muto del 1919. Il nome del regista non compare nei credit del film. Distribuito nel marzo del 1919, fu uno degli ultimi titoli che compare nel catalogo dei film prodotti dalla Nestor Film Company.

## Produzione
Il film fu prodotto dalla Nestor Film Company.

## Distribuzione
Distribuito dall'Universal Film Manufacturing Company, il film - un cortometraggio in una bobina - uscì nelle sale cinematografiche USA il 10 marzo 1919.